# 国家食品药品监督管理总局
国家食品药品监督管理总局（缩写为），标准简称食品药品监管总局，亦简称国家食药监总局，是已撤销的中华人民共和国国务院直属机构，负责食品药品监督管理工作。

## 沿革
1950年 设立卫生部药品检验所、生物制品鉴定所。1952年，在轻工业部设立医药工业管理局。1952年，在商业部设立中国医药公司，经营西药和医疗器械。1955年，设立商业部中药材公司。1956年，医药工业管理局由轻工业局划归化学工业部。1957年，商业部中药材公司改为卫生部领导。1958年，商业部中国医药公司改为医药贸易局。1963年，卫生部中药材公司改为商业部、卫生部共同领导，商业部统一经营。
1979年，成立国家医药管理总局，由卫生部代管。1982年，国家医药管理总局划归国家经委，改为国家医药管理局。1998年，组建国家药品监督管理局。2003年，国家药品监督管理局改为国家食品药品监督管理局。2008年，国家食品药品监督管理局改由卫生部领导。
2013年，国家食品药品监督管理局和国务院食品安全委员会办公室合并为国家食品药品监督管理总局。
2018年3月17日第十三届全国人民代表大会第一次会议通过《第十三届全国人民代表大会第一次会议
关于国务院机构改革方案的决定》，批准《国务院机构改革方案》。方案规定：“组建国家市场监督管理总局。将国家工商行政管理总局的职责，国家质量监督检验检疫总局的职责，国家食品药品监督管理总局的职责，国家发展和改革委员会的价格监督检查与反垄断执法职责，商务部的经营者集中反垄断执法以及国务院反垄断委员会办公室等职责整合，组建国家市场监督管理总局，作为国务院直属机构。同时，组建国家药品监督管理局，由国家市场监督管理总局管理。将国家质量监督检验检疫总局的出入境检验检疫管理职责和队伍划入海关总署。保留国务院食品安全委员会、国务院反垄断委员会，具体工作由国家市场监督管理总局承担。国家认证认可监督管理委员会、国家标准化管理委员会职责划入国家市场监督管理总局，对外保留牌子。不再保留国家工商行政管理总局、国家质量监督检验检疫总局、国家食品药品监督管理总局。”

## 职责
根据《国家食品药品监督管理总局主要职责、内设机构和人员编制规定》，国家食品药品监督管理总局承担下列职责：
1. 负责起草食品（含食品添加剂、保健食品，下同）安全、药品（含中药、民族药，下同）、医疗器械、化妆品监督管理的法律法规草案，拟订政策规划，制定部门规章，推动建立落实食品安全企业主体责任、地方人民政府负总责的机制，建立食品药品重大信息直报制度，并组织实施和监督检查，着力防范区域性、系统性食品药品安全风险。
2. 负责制定食品行政许可的实施办法并监督实施。建立食品安全隐患排查治理机制，制定全国食品安全检查年度计划、重大整顿治理方案并组织落实。负责建立食品安全信息统一公布制度，公布重大食品安全信息。参与制定食品安全风险监测计划、食品安全标准，根据食品安全风险监测计划开展食品安全风险监测工作。
3. 负责组织制定、公布国家药典等药品和医疗器械标准、分类管理制度并监督实施。负责制定药品和医疗器械研制、生产、经营、使用质量管理规范并监督实施。负责药品、医疗器械注册并监督检查。建立药品不良反应、医疗器械不良事件监测体系，并开展监测和处置工作。拟订并完善执业药师资格准入制度，指导监督执业药师注册工作。参与制定国家基本药物目录，配合实施国家基本药物制度。制定化妆品监督管理办法并监督实施。
4. 负责制定食品、药品、医疗器械、化妆品监督管理的稽查制度并组织实施，组织查处重大违法行为。建立问题产品召回和处置制度并监督实施。
5. 负责食品药品安全事故应急体系建设，组织和指导食品药品安全事故应急处置和调查处理工作，监督事故查处落实情况。
6. 负责制定食品药品安全科技发展规划并组织实施，推动食品药品检验检测体系、电子监管追溯体系和信息化建设。
7. 负责开展食品药品安全宣传、教育培训、国际交流与合作。推进诚信体系建设。
8. 指导地方食品药品监督管理工作，规范行政执法行为，完善行政执法与刑事司法衔接机制。
9. 承担国务院食品安全委员会日常工作。负责食品安全监督管理综合协调，推动健全协调联动机制。督促检查省级人民政府履行食品安全监督管理职责并负责考核评价。
10. 承办国务院以及国务院食品安全委员会交办的其他事项。

## 机构设置
根据《国家食品药品监督管理总局主要职责、内设机构和人员编制规定》，国家食品药品监督管理总局设置下列机构：

### 内设机构
- 办公厅（应急管理办公室）[註 1]
- 综合司（国务院食品安全办公室秘书处）[註 2]
- 法制司[註 3]
- 食品安全监管一司[註 4]
- 食品安全监管二司[註 5]
- 食品安全监管三司[註 6]
- 特殊食品注册管理司[註 7]
- 药品化妆品注册管理司（中药民族药监管司）[註 8]
- 医疗器械注册管理司[註 9]
- 药品化妆品监管司[註 10]
- 医疗器械监管司[註 11]
- 稽查局：[註 12]
- 科技和标准司[註 13]
- 新闻宣传司[註 14]
- 人事司[註 15]
- 规划财务司[註 16]
- 国际合作司（港澳台办公室）[註 17]
- 机关党委[註 18]
- 离退休干部局[註 19]

### 直属事业单位
- 中国食品药品检定研究院（国家食品药品监督管理总局医疗器械标准管理中心）
- 国家药典委员会
- 国家食品药品监督管理总局药品审评中心
- 国家食品药品监督管理总局食品药品审核查验中心
- 国家中药品种保护审评委员会（总局保健食品审评中心）
- 国家食品药品监督管理总局药品评价中心（国家药品不良反应监测中心）
- 国家食品药品监督管理总局医疗器械技术审评中心
- 国家食品药品监督管理总局行政事项受理服务和投诉举报中心
- 国家食品药品监督管理总局机关服务中心
- 国家食品药品监督管理总局信息中心（中国食品药品监管数据中心）
- 国家食品药品监督管理总局高级研修学院（国家食品药品监督管理总局安全应急演练中心）
- 国家食品药品监督管理总局执业药师资格认证中心
- 国家食品药品监督管理总局新闻宣传中心
- 中国食品药品国际交流中心
- 国家食品药品监督管理总局南方医药经济研究所
- 国家食品药品监督管理总局一四六仓库

### 直属企业单位
- 中国健康传媒集团

### 主管社会团体
- 中国药学会

## 历任领导
| 局长 - 张勇（2013年3月－2015年1月，国务院副秘书长兼） - 毕井泉（2015年1月－2018年3月） 副局长 …… - 吴浈（2013年7月－2018年3月） - 焦红（2014年5月－2018年3月） - 郭文奇（2016年12月－2017年6月） - 孙咸泽（2017年4月－2018年2月） - 孙梅君（2017年7月－2018年3月） - 尚勇（2017年9月－2018年3月）（正部长级） 食品药品安全总监 - 吴浈（2013年4月－7月） - 焦红（2013年4月－2014年5月） 食品安全总监 - 郭文奇（2014年6月－2017年3月，兼人事司司长） - 孙梅君（2017年3月－2018年3月，兼综合司（国务院食品安全办秘书处）司长（秘书长）） 药品安全总监 - 孙咸泽（2014年6月－2018年2月，兼信息中心主任） | 党组书记 - 张勇（2013年3月－2015年1月） - 毕井泉（2015年1月－2018年3月） 党组成员 - 孙咸泽（2013年4月－2018年2月） - 吴浈（2013年4月－2018年3月） - 李五四（2013年4月－2015年12月，驻总局纪检组组长） - 郭文奇（2014年5月－2017年5月） - 孙梅君（2017年7月－2018年3月） - 尚勇（2017年9月－2018年3月） |

## 中央纪委驻总局纪检组
中央纪委驻国家食品药品监督管理总局纪检组（监察部驻国家食品药品监督管理总局监察局）是中央纪委监察部派驻机构。2016年撤销，改由中央纪委驻国家卫生计生委纪检组综合监督。
| 组长 - 李五四（2013年4月－2015年12月） 副组长 | 正局级纪律检查员 副局级纪律检查员 |